# Liste der Briefmarkenausgaben zu den Zentralamerika- und Karibikspielen
Die Liste der Briefmarkenausgaben zu den Zentralamerika- und Karibikspielen gibt einen Überblick über die zu diesem Anlass erschienenen Briefmarken. Meistens haben die Postverwaltungen der ausrichtenden Länder zu den seit 1926 in der Regel alle vier Jahre stattfindenden Zentralamerika- und Karibikspielen (bis 1935 Zentralamerikaspiele), spanisch Juegos Deportivos Centroamericanos y del Caribe, Briefmarken herausgegeben. Daneben hat Kuba von 1962 bis 1998 (mit Ausnahme von 1986, in den Jahren 1962 und 1982 als Gastgeber) und wieder 2018 Ausgaben zu den Spielen beigesteuert. Auch die Dominikanische Republik hat im Zeitraum von 1974 bis 1993 (mit Ausnahme von 1990, in den Jahren 1974 und 1986 als Gastgeber) und wieder 2018 Ausgaben beigetragen. Als Gastländer gaben bisher jeweils einmal Panama (1962), Guatemala (1978) und Nicaragua (1982) Briefmarken zu den Spielen heraus. Die bisher meist bedachten Spiele waren die von 1978 im kolumbianischen Medellin mit Ausgaben aus vier Ländern. Die Postverwaltungen von Panama (1938) und Jamaika (1962) nahmen die Spiele zum Anlass, ihren ersten Block herauszugeben.

## 1926 Mexiko-Stadt (Mexiko)
keine Ausgaben

## 1930 Havanna (Kuba)
| Ausgabeland | Michel-Nr. | Bemerkungen |
| ----------- | ---------- | ----------- |
| Kuba        | 74–78      |             |

## 1935 San Salvador (El Salvador)
| Ausgabeland | Michel-Nr. | Bemerkungen |
| ----------- | ---------- | --- |
| El Salvador | 494–503    | Nachdem die Marken ihre Gültigkeit verloren hatten, kamen sie mit dem Aufdruck habilitado nochmals in Umlauf (Michel-Nr. 504–513), auch mit aufgedruckter neuer Wertstufe (Michel-Nr. 541). |

## 1938 Panama-Stadt (Panama)
| Ausgabeland | Michel-Nr.       | Bemerkungen |
| ----------- | ---------------- | ----------- |
| Panama      | 246–250, Block 1 |             |

## 1946 Barranquilla (Kolumbien)
| Ausgabeland | Michel-Nr. | Bemerkungen |
| ----------- | ---------- | ----------- |
| Kolumbien   | 498        |             |

## 1950 Guatemala-Stadt (Guatemala)
| Ausgabeland | Michel-Nr. | Bemerkungen |
| ----------- | ---------- | ----------- |
| Guatemala   | 507–512    |             |

## 1954 Mexiko-Stadt (Mexiko)
| Ausgabeland | Michel-Nr. | Bemerkungen |
| ----------- | ---------- | ----------- |
| Mexiko      | 1036–1038  |             |

## 1959 Caracas (Venezuela)
| Ausgabeland | Michel-Nr. | Bemerkungen |
| ----------- | ---------- | ----------- |
| Venezuela   | 1282–1291  |             |

## 1962 Kingston (Jamaika)
| Ausgabeland | Michel-Nr.       | Bemerkungen |
| ----------- | ---------------- | --- |
| Jamaika     | 199–202, Block 1 | |
| Kuba        | 807–810          | |
| Panama      | 626–630          | Für diese Ausgabe wurden Marken verwendet, zum Teil farbgeändert, die anläßlich der Olympischen Spiele 1960 erschienen waren und mit einem Aufdruck versehen wurden. |

## 1966 San Juan (Puerto Rico)
| Ausgabeland | Michel-Nr. | Bemerkungen |
| ----------- | ---------- | ----------- |
| Kuba        | 1174–1180  |             |

Die für Puerto Rico zuständige Post der USA bedachte die Spiele nicht.

## 1970 Panama-Stadt (Panama)
| Ausgabeland | Michel-Nr.            | Bemerkungen |
| ----------- | --------------------- | ----------- |
| Panama      | 1164–1183A, Block 107 |             |
| Kuba        | 1568–1572, Block 35   |             |

## 1974 Santo Domingo (Dominikanische Republik)
| Ausgabeland             | Michel-Nr. | Bemerkungen |
| ----------------------- | ---------- | --- |
| Dominikanische Republik | 1055–1058  | Daneben erschien 1973 noch eine Werbeausgabe zu den Spielen, bei der jeweils vier Marken zusammenhängend gedruckt wurden (Michel-Nr. 1020–1035). |
| Kuba                    | 1940–1945  | |

## 1978 Medellín (Kolumbien)
| Ausgabeland             | Michel-Nr. | Bemerkungen                                            |
| ----------------------- | ---------- | ------------------------------------------------------ |
| Kolumbien               | 1358–1373  | Kleinbogen                                             |
| Dominikanische Republik | 1195–1198  |                                                        |
| Guatemala               | 1096–1100  | Die ersten vier Werte wurden zusammenhängend gedruckt. |
| Kuba                    | 2309–2314  |                                                        |

## 1982 Havanna (Kuba)
| Ausgabeland             | Michel-Nr.           | Bemerkungen                             |
| ----------------------- | -------------------- | --------------------------------------- |
| Kuba                    | 2675–2680            |                                         |
| Dominikanische Republik | 1356–1359            | Die Marken erschienen auch geschnitten. |
| Nicaragua               | 2272–2278, Block 143 |                                         |

## 1986 Santiago de los Caballeros (Dominikanische Republik)
| Ausgabeland             | Michel-Nr.           | Bemerkungen                                         |
| ----------------------- | -------------------- | --------------------------------------------------- |
| Dominikanische Republik | 1468/1469, 1496–1499 | Die Marken 1468/1469 erschienen schon im Jahr 1985. |

## 1990 Mexiko-Stadt (Mexiko)
| Ausgabeland | Michel-Nr. | Bemerkungen                 |
| ----------- | ---------- | --------------------------- |
| Mexiko      | 2193–2196  | Als Viererstreifen gedruckt |
| Kuba        | 3449–3451  |                             |

## 1993 Ponce (Puerto Rico)
| Ausgabeland             | Michel-Nr.           | Bemerkungen |
| ----------------------- | -------------------- | ----------- |
| Dominikanische Republik | 1680/1681            |             |
| Kuba                    | 3711–3715, Block 135 |             |

Die für Puerto Rico zuständige Post der USA bedachte die Spiele nicht.

## 1998 Maracaibo (Venezuela)
| Ausgabeland | Michel-Nr. | Bemerkungen |
| ----------- | ---------- | ----------- |
| Venezuela   | 3249–3258  | Kleinbogen  |
| Kuba        | 4141       |             |

## 2002 San Salvador (El Salvador)
| Ausgabeland | Michel-Nr.          | Bemerkungen                                    |
| ----------- | ------------------- | ---------------------------------------------- |
| El Salvador | 2272–2275, Block 55 | Die Marken wurden als Viererstreifen gedruckt. |

## 2006 Cartagena de Indias (Kolumbien)
| Ausgabeland | Michel-Nr. | Bemerkungen |
| ----------- | ---------- | ----------- |
| Kolumbien   | 2444       |             |

Kuba gab in diesem Jahr Marken zum 40. Jahrestag der Teilnahme an den Spielen in San Juan (Puerto Rico) heraus (Michel-Nr. 4815–4817).

## 2010 Mayagüez (Puerto Rico)
Es wurde von privater puerto-ricanischer Seite eine Briefmarke zu den Spielen initiiert, die von der Firma Endicia hergestellt wurde und von der zuständigen Post der USA anerkannt wurde.

## 2014 Veracruz (Mexiko)
keine Ausgaben

## 2018 Barranquilla (Kolumbien)
| Ausgabeland             | Michel-Nr. | Bemerkungen                    |
| ----------------------- | ---------- | ------------------------------ |
| Kolumbien               | N. N.      | Zwei Briefmarken               |
| Dominikanische Republik | N. N.      | Ein Block mit vier Briefmarken |
| Kuba                    | N. N.      | Vier Briefmarken               |

## 2023 San Salvador (El Salvador)
?

## Quelle
- Michel-Kataloge: Mittelamerika; Karibische Inseln; Südamerika, Band K–Z